# 가쓰타군

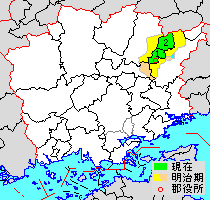
가쓰타군의 위치

가쓰타군(일본어: 勝田郡)은 일본 오카야마현의 군이다.
인구 15,716명, 면적 112.02km², 인구밀도 140명/km².(2025년 3월 1일, 추계인구)
이하 2정으로 구성된다.
- 쇼오정(勝央町)
- 나기정(奈義町)

## 역사
- 1900년 4월 1일 - 군제 통합에 의해 쇼보쿠군 쇼난군의 구역을 가지고 가쓰타군이 성립하였다.
- 2005년 2월 28일 - 쇼보쿠 정은 쓰야마시에 편입되었다.
- 2005년 3월 31일 - 가쓰타 정은 아이다군 아이다 정·오하라 정·사쿠토 정·미마사카 정·히가시아와쿠라 촌과 합병해 미마사카시가 되었다.